# Utah Stars
Die Utah Stars waren eine US-amerikanische Basketballfranchise aus Salt Lake City, Utah, die in der American Basketball Association spielte. Unter Cheftrainer Bill Sharman waren die Stars das erste Profibasketballteam, das sich vor dem Spiel in der heutigen Art und Weise einwarf.

## Geschichte
Die Mannschaft wurde als Anaheim Amigos gegründet, ein Gründungsmitglied der ABA aus Anaheim, Kalifornien. Sie spielten im Anaheim Convention Center. Die Mannschaftsfarben waren orange und schwarz. Die Anaheim Amigos wurden 1968 zu den Los Angeles Stars und spielten bis 1970 in der Los Angeles Memorial Sports Arena, anschließend zog das Team nach Salt Lake City, Utah, um zu den Utah Stars zu werden.
Die Utah Stars spielten im Salt Palace von 1970 bis Dezember 1975, als das Team während der Saison 1975/76 aufgelöst wurde. Sie gewannen 1970/71 die Meisterschaft in der ABA gegen die Kentucky Colonels mit 4:3 und erreichten 1973/74 wieder das Finale, das sie gegen die New York Nets mit 1:4 verloren.
Die Stars gelten weithin als eines der erfolgreichsten Teams der ABA-Geschichte. Sie waren auch für eine der größten Fangemeinden in der ABA bekannt, und das sogar bis zur Auflösung 1975. Von 1970 bis 1975 erreichten die Stars beeindruckende 265 Siege bei 171 Niederlagen (60,8 %), was die beste Siegquote einer Mannschaft war, die länger als eine Saison in der Liga spielte.

### 1970–1971
Trotz eines vielversprechenden jungen Kaders waren die Stars mehr oder weniger ein Nachzügler in einem Markt, der von den Los Angeles Lakers und den UCLA Bruins angeführt wurde; es kamen nur durchschnittlich 2500 Fans zu den Spielen. Im Juni 1970 wurde die Mannschaft an den Kabelfernsehpionier Bill Daniels aus Colorado verkauft, der die Mannschaft nach Salt Lake City umsiedelte. Zelmo Beaty trat für die Mannschaft an und die Stars wurden Zweiter in der Western Division mit 57 Siegen und 27 Niederlagen. In der ersten Runde der Playoffs schlug man die Texas Chaparrals mit 4:0, in einem spannenden Divisionsfinale die Indiana Pacers mit 4:3 und schließlich auch die Kentucky Colonels mit 4:3, was die ABA-Meisterschaft bedeutete.

### 1971–1972
Die Stars gewannen ihre erste Divisionsmeisterschaft und gewannen die Western Division mit 60 Siegen und 24 Niederlagen. In der ersten Runde der Playoffs besiegte man die Dallas Chaparrals mit 4:0, ehe man im Divisionsfinale den Indiana Pacers mit 3:4 unterlag.

### 1972–1973
Die Stars waren Gastgeber des ABA All Star Games und gewannen wiederum die Western Division mit 55 Siegen und 29 Niederlagen. Die Stars besiegten in der ersten Runde der Playoffs die San Diego Conquistadors mit 4:0, verloren aber danach mit 2:4 gegen die Indiana Pacers.

### 1973–1974
1973/74 schlossen die Stars mit 51 Siegen und 33 Niederlagen ab und gewannen somit wiederum Platz eins in der Western Division unter dem neuen Cheftrainer Joe Mullaney. Das war der dritte Divisionstitel in Folge. In den Playoffs besiegten die Stars gegen die San Diego Conquistadors mit 4:2 und die Indiana Pacers mit 4:3. Im Finale verlor man dann gegen die New York Nets mit 1:4.

### 1974–1975
Die letzte volle Saison der Stars in der ABA fand 1974/75 statt. Daniels war beinahe bankrott durch gescheiterte Spekulationen und eine erfolglose Kandidatur für das Gouverneursamt in Colorado. Eines der Opfer der Mannschaftsfinanzen war Trainer Mullaney, der zurücktrat, nachdem man ihm sagte, dass die Mannschaft sich seinen Vertrag nicht mehr leisten könne. Daniels versuchte, die Mannschaft zu verkaufen, fand aber keinen Käufer. Die Stars verpflichteten den Highschoolspieler Moses Malone. Sie beendeten die Saison auf Platz vier der Western Division und verloren in den Playoffs gegen die Denver Nuggets mit 1:4.

### 1975–1976
Trotz durchschnittlich über 8500 Fans pro Spiel begannen die Stars die Saison auf wackligen finanziellen Füßen. Während der Saisonvorbereitung konnten die Stars (und die Virginia Squires) die Garantiezahlung für das Freundschaftsspiel gegen die Chicago Bulls aus der NBA nicht leisten.
Zu dieser Zeit war Daniels völlig bankrott. Als Resultat löste die Liga die Stars am 2. Dezember 1975 wegen fehlender Gehaltslisten auf. Vier der Spieler (inklusive Moses Malone) wurden an die Spirits of St. Louis verkauft, während ein fünfter Spieler an die Virginia Squires veräußert wurde. Daniels zahlte schließlich alle Dauerkartenbesitzer mit 8 % Zinsen aus.

### Unter dem Strich
1976 gaben die Eigentümer der Spirits of St. Louis bekannt, dass sie mit ihrer Mannschaft nach Utah für die Saison 1976/77 umziehen wolle, um dort als Utah Rockies zu spielen. Stattdessen fand die Vereinigung von ABA und NBA im Juni 1976 statt und die Spirits und die Kentucky Colonels die einzigen beiden Teams, die nicht in die NBA eingegliedert wurden. (Die Virginia Squires wurden kurz nach dem Ende der Saison und kurz vor der Vereinigung aufgelöst, weil sie Kautionszahlungen an die Liga nicht leisten konnten.)
Der Profibasketball kehrte schließlich nach Salt Lake City zurück, als die New Orleans Jazz aus der NBA 1979 nach Utah umgesiedelt wurden. Seitdem spielen die Jazz in Salt Lake City. Die anderen drei ABA-Teams, die nach der letzten Saison der ABA nicht in der NBA weiterspielten, waren die Kentucky Colonels, die Spirits of St. Louis und die Virginia Squires, die alle in Städten spielten, die anders als Salt Lake City danach nie eine NBA-Mannschaft hatten.

## ABA-Meisterschaft
In ihrer ersten Saison in Salt Lake City erlangten die Stars Platz zwei in der Western Division ein Spiel hinter den Indiana Pacers. In den Playoffs fegten die Stars die Texas Chaparrals vom Platz und gewannen gegen die Pacers in Spiel sieben der Divisionsfinals, was ihnen einen Platz im ABA-Finale einbrachte.
Die Stars trafen dort auf die Kentucky Colonels. In Spiel eins besiegten die Stars im Salt Palace vor fast ausverkaufter Kulisse Kentucky mit 136:117. Die Stars stellten einen Playoffrekord mit 50 Punkten im zweiten Viertel auf. Spiel zwei gewannen die Stars mit 138:125. Spiel 3 und 4 fanden in Louisville statt und Kentucky glich die Serie aus. Die Serie kehrte nach Salt Lake City zurück, wo die Stars Kentucky 137:127 schlugen. Die Stars wollten die Meisterschaft im sechsten Spiel in Louisville schon entscheiden, doch die Colonels schlugen die Stars knapp mit 105:102, sodass die Meisterschaft im siebten Spiel in Salt Lake City entschieden werden musste.
Mit der Aussicht auf die Meisterschaft sah eine Rekordkulisse von 13260 Zuschauern dieses Spiel im Salt Palace. Das Spiel blieb eng, am Ende zogen die Stars aber weg und gewannen die Meisterschaft mit 131:121.
Als das Spiel endete, stürmten hunderte Fans der Stars auf den Platz und hoben die Spieler jubelnd auf ihre Schultern. Diese Aktionen waren eine völlige Überraschung für die Offiziellen der Stars, denn sie hatten eine solche Reaktion der Fans nicht vorausgesehen.

## Utah Stars gegen NBA-Teams
Die ABA spielten regelmäßig Freundschaftsspiele in der Saisonvorbereitung gegen NBA-Teams. Während die ABA insgesamt öfter gewann, hatten die Stars ein Verhältnis von 7:9 gegen NBA-Mannschaften.
Das erste Spiel der Stars gegen die NBA war eine 89:96-Heimniederlage gegen die New York Knicks am 28. September 1971. Die Stars verloren ihre ersten vier Spiele gegen die NBA und schafften ihren ersten Sieg gegen die Seattle SuperSonics am 24. September 1972 in Honolulu, Hawaii.
Andere Stars-Siege gegen die NBA waren gegen die Boston Celtics am 4. Oktober 1973 als Teil eines Doppelspiels, in dem die Denver Rockets die Phoenix Suns mit 113:111 im Vorhinein vor 12431 Fans in Utah besiegten; ein Heimsieg gegen die Kansas City-Omaha Kings am 8. Oktober 1974; ein Heimsieg gegen die SuperSonics am 7. Oktober 1975; ein Sieg gegen die Kings am 11. Oktober 1975 als Teil einer Doppelveranstaltung in Denver, bei der anschließend die Denver Nuggets vor 17018 Fans gegen die Golden State Warriors mit 100:115 verloren; und ein 118:108-Sieg bei den Seattle SuperSonics am 15. Oktober 1975.
Im letzten Spiel zwischen ABA und NBA überhaupt besiegten die Stars die Milwaukee Bucks am 21. Oktober 1975 in Salt Lake City mit 106:101. (In der vorletzten Begegnung besiegten die Kentucky Colonels die Washington Bullets zwei Nächte vorher mit 121:111.)

## Erfolge
- 3× ABA Western Division-Meister nach der regulären Saison (1971/72, 1972/73, 1973/74)
- 2× ABA Western Division-Meister nach den Playoffs (1970/71, 1973/74)
- 1× ABA Champion (1970/71)

## Bekannte ehemalige Spieler
- Willie Wise
- Ron Boone
- Moses Malone
- Jimmy Jones
- Zelmo Beaty
- Rick Mount